# 阿格高爾國家公園
40°00′33″N 47°39′00″E / 40.00917°N 47.65000°E
阿格高爾國家公園是阿塞拜疆的國家公園，位於該國中南部貝拉甘區和阿格賈貝迪區，成立於2003年7月5日，面積179平方公里，有89種鳥類棲息。